# Sergent York
Pour plus de détails, voir Fiche technique et Distribution.
Sergent York (Sergeant York) est un film américain réalisé par Howard Hawks en 1941.
En 2008, le film est entré dans le National Film Registry pour conservation à la Bibliothèque du Congrès aux États-Unis.

## Genèse
Le film est fondé sur le journal intime d'Alvin Cullum York, l'un des soldats américains les plus décorés de la Première Guerre mondiale. Alvin York refusa plusieurs fois de donner son autorisation d'adapter sa vie au cinéma. Il céda finalement à la pression, pour pouvoir financer la création d'une école biblique interconfessionnelle. Il exigea cependant que son propre rôle soit joué par l'acteur Gary Cooper. Le film fut un grand succès commercial (plus de 8 millions de $ de recettes pour un budget de 1,7 million et 2,1 millions d'entrées en France), applaudi par les critiques : il sera nommé onze fois aux Oscars, et Gary Cooper recevra l'Oscar du meilleur acteur.

## Synopsis
L'histoire vraie d'Alvin Cullum York, un jeune campagnard croyant et pacifiste qui s'enrôle dans l'armée américaine en tant qu'objecteur de conscience et qui deviendra un héros de la Première Guerre mondiale.

## Fiche technique
- Titre : Sergent York
- Titre original : Sergeant York
- Réalisation : Howard Hawks, assisté de Don Siegel (non crédité)
- Scénario : John Huston, Abem Finkel et Harry Chandlee. Basé sur le journal intime d'Alvin Cullum York
- Photographie : Sol Polito et (séquences de bataille) Arthur Edeson
- Musique : Max Steiner
- Direction artistique : John Hughes
- Décors de plateau : Fred M. MacLean (non crédité)
- Montage : William Holmes
- Société de production : Warner Bros.
- Producteurs : Howard Hawks, Jesse L. Lasky et Hal B. Wallis
- Pays d’origine :  États-Unis
- Genre : Biopic, drame, historique et guerre
- Durée : 134 minutes
- Dates de sortie :
  -  États-Unis : 2 juillet 1941 (première à New York), 27 septembre 1941 (sortie nationale)
  -  France : 4 avril 1945
- Affiches : Constantin Belinsky, Jean Mascii (France)

## Distribution
- Gary Cooper : Alvin C. York
- Walter Brennan : le pasteur Rosier Pile
- Joan Leslie : Gracie Williams
- George Tobias : Michael T. « Pusher » Ross
- Stanley Ridges : Major Buxton
- Margaret Wycherly : « Ma » York
- Ward Bond : Ike Botkin
- Noah Beery Jr. : Buck Lipscomb
- June Lockhart : Rosie York
- Dickie Moore : George York
- Clem Bevans : Zeke
- Howard Da Silva : Lem
- Charles Trowbridge : Cordell Hull
- Joe Sawyer : Sergent Early
- Pat Flaherty : Sergent Harry Parsons
- Erville Alderson : Nate Tomkins
- David Bruce : Bert Thomas

Acteurs non crédités
- James Anderson : Eb
- Lane Chandler : Caporal Savage
- Elisha Cook Jr. : le joueur de piano
- Jean Del Val : Maréchal Foch
- Roland Drew : un officier
- Joseph W. Girard : Général John J. Pershing
- Russell Hicks : un général
- George Irving : Harrison
- Selmer Jackson : Général Duncan
- Si Jenks : un fidèle à l'église
- Victor Kilian : Andrews
- Tully Marshall : Oncle Lige
- Frank McGlynn Sr. : un montagnard
- Charles Middleton : un montagnard
- Richard Simmons : un soldat marchant
- Edwin Stanley : un rédacteur eh chef
- Theodore von Eltz : le commandant du camp de prisonniers
- Douglas Wood : Major Hylan

## Distinctions
- 14e cérémonie des Oscars (en 1942) :
  - Oscar du meilleur acteur  pour Gary Cooper ;
  - Oscar du meilleur montage pour William Holmes.
- National Film Preservation Board en 2008.